# Нельсон (литораль)
Гавань Нельсон, Нельсон-Хейвен (англ. Nelson Haven) — литораль, обширная область илистых отмелей к северо-востоку от Нельсона, Новая Зеландия. Она отделена от залива Тасман валунной отмелью Боулдер-Бэнк и имеет длину более 8 км и ширину до 2 км. Эта территория регулярно полностью затапливается водой и обнажается в результате приливов и отливов.

## Биоразнообразие
Здесь обитает большая популяция грязевых крабов. Более 30 видов местных и перелётных птиц используют эти отмели, имеющие национальное и международное значение для некоторых видов куликов. Такое обилие птиц указывает на богатое придонное сообщество беспозвоночных и растений. По меньшей мере 25 видов промысловых и любительских рыб используют отмели Нельсона и Мальборо для нагула и размножения.
Территория гавани Нельсон представляет значительный орнитологический интерес, являясь одним из ряда мест прибрежного отдыха и кормления птиц в Тасмановом заливе, которые часто посещают, среди прочих видов, малый веретенник, исландский песочник, а также разные виды куликов-сорок. На валунистой отмели и окраинах грязевых отмелей гнездятся двухполосый зуёк, белоголовый ходулочник, чайки и крачки. Водоём привлекает различных диких птиц, гусей и водно-болотных птиц. Пробы качества воды для рекреации берутся в главном эстуарии с пляжа, к которому можно подъехать по шоссе SH 6.

## Антропогенный фактор
Эстуарий Нельсон-Хейвен защищён крупнейшей в Новой Зеландии естественной косой из булыжников и валунов Боулдер-Бэнк, берущей начало от близлежащего обрыва Маккей на севере и простирающейся на 13,5 км до Порт-Нельсона. Дорога Боулдер-Бэнк-Драйв пересекает устье реки, обеспечивая доступ к косе, очистным сооружениям северного Нельсона и популярному месту для серфинга у Шнаппер-Пойнт. К северу от шоссе находятся прибрежные солёные болота и илистые отмели, которые ведут к восстановленным водно-болотным угодьям, используемым сейчас для фермерских хозяйств и исследовательского центра аквакультуры. По государственному шоссе 6 можно доехать до Нельсона, откуда открывается вид на хребет Ричмонд, залив Тасман, маяк Боулдер-Бэнк и Порт-Нельсон. Приливная бухта Нельсон является популярным местом для любительской рыбалки, винд- и кайтсёрфинга в подходящих условиях во время прилива.

## В искусстве

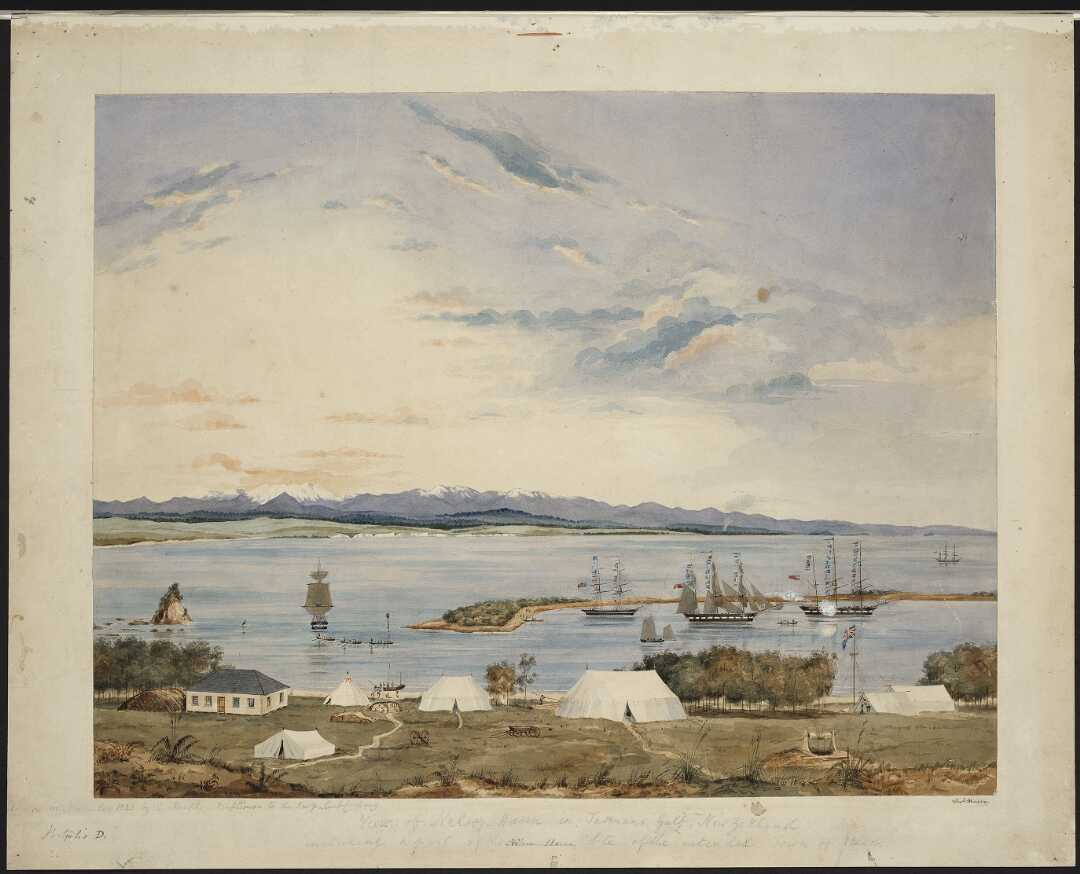
Акварель Чарльза Хифи, 1841

На акварели Чарльза Хифи 1841 года изображены три корабля экспедиции Новозеландской компании по выбору места для второго поселения — «Уилл Уотч», «Уитби» и «Эрроу», стоящие на якоре в гавани Нельсон. Сборные бараки и палатки были возведены для размещения персонала Новозеландской компании, который был занят подготовкой места для поселенцев, которые должны были прибыть через три месяца. Вдалеке видны холмы Мутере, а за ними — гора Тасмана.